# 浅沼新
浅沼新（あさぬま あらた、1945年（昭和20年）2月19日 - ）は、日本の銀行家。東北銀行取締役会長。藍綬褒章を2008年（平成20年）に受章。

## 来歴・人物
岩手県水沢市（現：奥州市）出身。岩手県立水沢高等学校、青山学院大学卒業後、東北銀行入行。大学の後輩に6代目三遊亭円楽がおり、岩手県での落語会等が開催される度に、懇談する旧知の間柄であるという。
2004年、頭取に就任する。トップ在任時には、中小事業者への融資の拡大や、農林水産業の6次産業化の支援を進めたほか、東証１部上場の実現などに手腕を発揮した。2014年6月、会長に退いた。
蘭学者高野長英の末裔であり、実家は文化財として保護をされている。

## 略歴
- 1968年（昭和43年） -青山学院大学法学部卒業後、東北銀行入行
  - 以降、人事部長、仙台支店長、企画部長兼広報室長等を歴任する
- 1994年（平成6年） - 取締役企画部長兼広報室長委嘱
- 1997年（平成9年） - 常務取締役企画部長兼広報室長委嘱
- 2000年（平成12年）- 専務取締役
- 2003年（平成15年）- 副頭取
- 2004年（平成16年）- 頭取
- 2014年（平成26年）- 代表取締役会長
- 2015年（平成27年）- 取締役会長